# Omicidio di Graziella Campagna
L'omicidio di Graziella Campagna venne commesso a Villafranca Tirrena il 12 dicembre 1985 dalla mafia. La sua storia è stata fonte d'ispirazione anche per il film TV La vita rubata.

## Storia

Graziella Campagna

Nata il 3 luglio 1968, cresciuta in una famiglia numerosa (erano sette tra fratelli e sorelle) a Saponara Centro, abbandona gli studi e trova lavoro come aiuto lavandaia in una città vicina, Villafranca Tirrena, un impiego in nero che le frutta solo 150.000 lire al mese. Svolgendo quest'attività, un giorno trova un documento nella tasca di una camicia di proprietà di un certo "Ingegner Cannata". Il documento rivela che il vero nome dell'uomo è Gerlando Alberti junior, nipote latitante del boss Gerlando Alberti (assicurato alla giustizia anni prima dal generale Carlo Alberto dalla Chiesa). Quest'informazione le costerà la vita.
Il 12 dicembre, dopo aver finito di lavorare, va come di consueto ad aspettare l'autobus, che stavolta non prenderà. Il ritardo mette in allarme la madre perché Graziella era solita tornare allo stesso orario.
Nessuno riesce a trovarla. Inizialmente si pensa ad una "fuitina" (una scappatella con un ragazzo) ma l'ipotesi non regge, in quanto l'unica persona che poteva aver progetti con lei era in quel momento a casa con la famiglia e lei lì non c'era. Il maresciallo presente in quel momento in caserma però è così convinto dell'ipotesi della fuitina che si prende un giorno di vacanza.
Testimoni affermarono che lei quella sera salì su un'auto molto tranquillamente, quindi con qualcuno alla guida di sua conoscenza e di cui si fidava. Ciò parve ugualmente molto strano ai familiari, visto che la sua cerchia di conoscenze era molto ristretta.
Due giorni dopo il corpo fu ritrovato a Forte Campone – vicino a Villafranca Tirrena – e riconosciuto dal fratello, Pietro Campagna. Aveva cinque ferite d'arma da fuoco, rivelatasi una lupara calibro 12 che sparò da non più di due metri di distanza dalla vittima. Le ferite erano sulla mano e sul braccio (con cui probabilmente tentò di proteggersi), all'addome, alla spalla e alla testa.

## I processi
I processi seguenti vanno avanti a rilento. Gerlando Alberti junior e Giovanni Sutera, il suo guardaspalle anche noto come Giovanni Lombardo, vennero rimandati a giudizio il 1º marzo 1990.
Il movente che Alberti abbia voluto uccidere la ragazza perché a conoscenza del suo vero nome e quindi potenzialmente una minaccia viene giudicato debole dal giudice Marcello Mondello il 28 marzo 1990.
Sei anni dopo, nel 1996, la trasmissione tv Chi l'ha visto? riporta il caso agli occhi del grande pubblico. Vengono indagati per favoreggiamento anche Franca Federico, titolare della lavanderia dove lavorava Graziella, suo marito, Francesco Romano, sua cognata Agata e suo fratello Giuseppe Federico.
Il 17 dicembre del 1996 l'Associazione Anti mafie "Rita Atria" di Milazzo e il Comitato per la pace e il disarmo unilaterale di Messina presentano il primo dossier sull'omicidio Campagna: "Graziella Campagna a 17 anni Vittima di mafia". Pochi mesi più tardi il dossier diventa un libro, Graziella Campagna a 17 anni vittima di mafia, storie di trafficanti, imprenditori e giudici nella provincia dove la mafia non esiste (Armando Editore). Le due associazioni, insieme alle scuole di tutto il comprensorio (Milazzo, Barcellona Pozzo di Gotto, Santa Lucia del Mela, Villafranca Tirrena), si schierano accanto alla famiglia.
L'11 dicembre 2004 vengono giudicati colpevoli e condannati all'ergastolo sia Alberti sia Sutera, mentre Franca e Agata vengono condannate a due anni di penitenziario. Tutti gli altri vengono invece prosciolti.
Gerlando Alberti uscirà di prigione il 4 novembre 2006 per via del ritardo con cui è stata depositata la sentenza.
Lui e Sutera saranno comunque ricondannati all'ergastolo il 18 marzo 2008 dai giudici della Corte d'Assise d'Appello di Messina.
Il 18 marzo 2009, la Cassazione respinge il ricorso dei due imputati e riconferma entrambi gli ergastoli.